# The Gift (The-Jam-Album)
The Gift ist das 1982 erschienene sechste und letzte Studioalbum der britischen Mod-Rockband The Jam.

## Hintergrundinformationen
Das Album weist, anders als frühere Alben der Band, Einflüsse des Jazz auf. Auch Paul Wellers Vorliebe für Northern Soul ist erkennbar. Dies steht im Gegensatz zum früheren Sound der Band, der auf Veröffentlichungen wie In the City oder Setting Sons noch dem Punk und New Wave zugetan war. Diese Neuorientierung ist vor allem auf den Frontmann und Hauptsongwriter Paul Weller zurückzuführen. Nach der Veröffentlichung von The Gift löste er die Gruppe auf, um sich neueren Musikprojekten zu widmen, die er musikalisch nicht mit The Jam verknüpfen konnte. Weller schrieb fast alle Songs auf The Gift, nur das Lied Circus wurde von Bassist Bruce Foxton beigesteuert.
Am 29. Januar 1982 wurde mit Town Called Malice (B-Seite Precious) die erste Single des Albums ausgekoppelt. Sie erreichte Platz 1 der britischen Charts. Das Lied Just Who Is the 5 O’Clock Hero? (B-Seiten Warund The Great Depression) wurde nur in den Niederlanden als Single veröffentlicht. Im Jahr 1982 wurden zudem die Singles beziehungsweise EPs The Bitterest Pill (I Ever Had to Swallow) (B-Seiten Pity Poor Alfie und Fever) und Beat Surrender (B-Seite Shopping), die noch einmal auf Platz 1 der Charts gelangte, veröffentlicht. Die Titel waren nicht auf der Originalveröffentlichung von The Gift enthalten, sind aber auf einer Neuauflage des Albums aus dem Jahr 2012 zu finden. Dieser liegt eine zweite CD bei, auf der neben den genannten Singles auch einige B-Seiten, Demos und alternative Fassungen einiger Stücke zu hören sind.
The Gift erreichte als erstes Album von The Jam Platz 1 der britischen Charts und Platz 82 der US-amerikanischen Billboard 200. Im Vereinigten Königreich konnte es sich 25 Wochen in den Charts halten und wurde mit einer Goldenen Schallplatte ausgezeichnet.
Auf Allmusic gab Chris Woodstra zweieinhalb von fünf möglichen Sternen. Seiner Meinung nach sei das Album ambitioniert, würde aber nicht Wellers komplettes Können zeigen.

## Titelliste
1. Happy Together (Weller)
2. Ghosts (Weller)
3. Precious (Weller)
4. Just Who Is the 5 O’Clock Hero? (Weller)
5. Trans-Global Express (Weller)
6. Running on the Spot (Weller)
7. Circus (Foxton)
8. The Planner’s Dream Goes Wrong (Weller)
9. Carnation (Weller)
10. Town Called Malice (Weller)
11. The Gift (Weller)